# Robert William Buss
Pour les articles homonymes, voir Buss.
Robert William Buss (4 août 1804-26 février 1875) est un artiste, aquafortiste et illustrateur britannique de l'époque victorienne. Il est notamment connu pour son tableau Dickens' Dream resté inachevé.

## Quelques œuvres

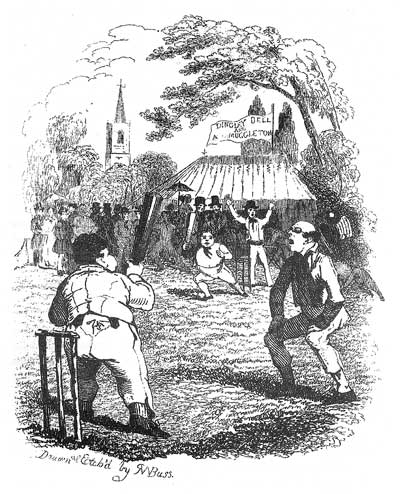
Illustration pour Les Papiers posthumes du Pickwick Club de Dickens (1837).
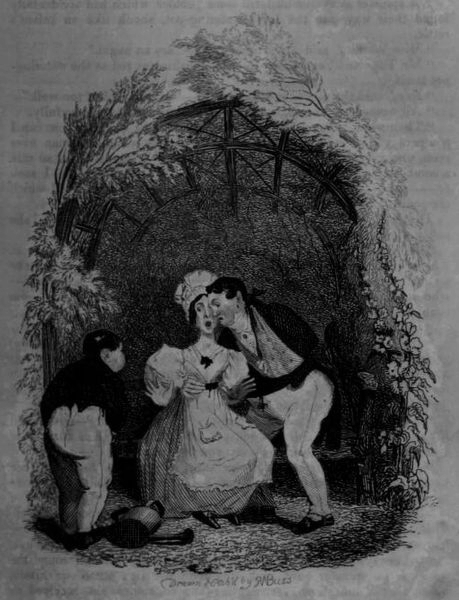
Illustration pour Les Papiers posthumes du Pickwick Club de Dickens (1837)
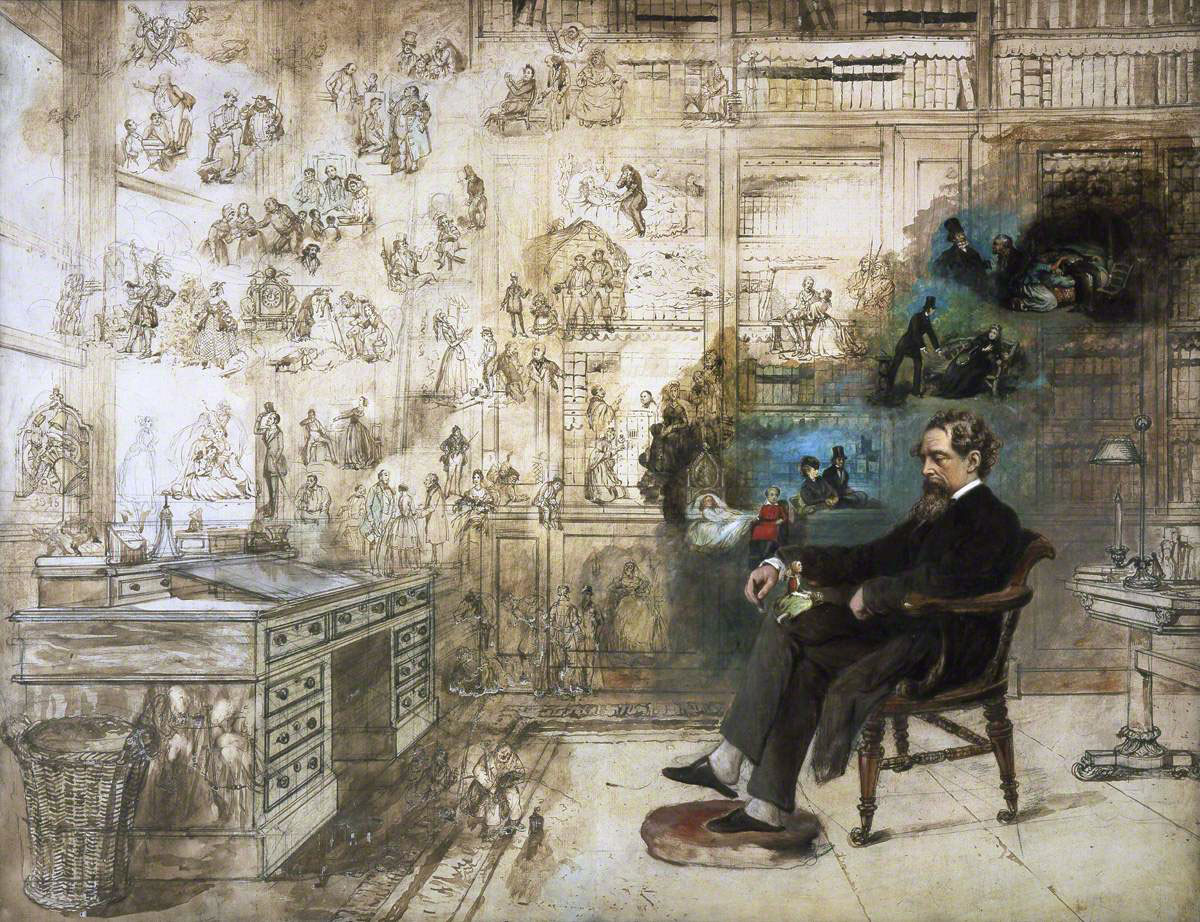
Le Rêve de Dickens inachevé (1875)